# 刘光裕
刘光裕（1916年—2003年），男，直隶（今河北）安新人，中华人民共和国军事人物，中国人民解放军少将，曾任北京军区空军副司令员。